# (111253) 2001 XU10
(111253) 2001 XU10 est un astéroïde Apollon et aréocroiseur, classé comme potentiellement dangereux. Il fut découvert par LINEAR à Socorro le 9 décembre 2001.